# Albert Candelot
Pour l'ingénieur chimiste du ciment, voir Édouard Candlot.
Albert Louis Candelot, né le 7 décembre 1840 à Paris et mort le 7 janvier 1920 à Bourg-la-Reine, est un officier d'artillerie de marine, ingénieur et homme politique français.

## Biographie
Albert Louis Candelot est le fils de Jean Noël Candelot, employé et de son épouse Célina Pauline Forey, sans profession.
Élève de l'École polytechnique en 1860, il est nommé sous-lieutenant en 1861 et poursuit ses études d'ingénieur à l'École d'application de l'artillerie et du génie de Metz.

### Carrière militaire
À sa sortie de Polytechnique, il choisit l'artillerie de la marine. Il est promu lieutenant en 1863 et effectue sa première mission en qualité de chef du service topographique et du cadastre de la Nouvelle-Calédonie de 1864 à 1868, où il dresse la carte de l'île.

#### Guerre de 1870
À la déclaration de la guerre de 1870, Albert Candelot demande à participer à la campagne et va servir sous les ordres du maréchal Mac-Mahon (1808-1893) en qualité de capitaine en second. Lors de la capitulation de Napoléon III à Sedan, les troupes françaises sont regroupées temporairement dans la presqu’île d’Iges, dans un méandre de la Meuse, du 2 septembre au départ le 12 septembre. Cet espace fermé au nord par la Meuse, au sud par le canal de l'Est, cerné de gardes bavarois brutaux fut surnommé le « camp de la Misère ». Les 80 000 soldats parqués avec leurs chevaux sous la pluie, sans matériel de campement, affamés avec pour seul approvisionnement des rations acheminées par la place de Mézières meurent par centaines de faim ou de dysenterie provoquée par l'absorption d'aliments corrompus ou de l'eau de la Meuse polluée par les cadavres. 
Les survivants partent ensuite à pied jusqu’à Pont-à-Mousson à une centaine de kilomètres. La garde de ces files est insuffisante ce qui permet de nombreuses évasions.
Albert Candelot, fait partie des prisonniers ayant réussi à s'évader dès le début. Il traverse la Meuse à la nage dans la nuit du 6 au 7 septembre 1870, puis rejoint Paris en passant par la Belgique. Il prend part à la bataille de Champigny le 2 décembre 1870, bataille qui parviendra à arrêter la progression des Allemands. Pour son comportement au combat, il est fait chevalier de la Légion d'Honneur et est promu capitaine en premier. Il prend le commandement de la 12ème batterie d'artillerie de Marine et prend part à la défense du siège de Paris.  
Muté à la fonderie de Ruelle, le 8 mars 1871, il ne prend pas part à la répression de la commune de Paris. C'est son successeur, le capitaine Caron, qui commandera la 12e batterie durant cette période. 

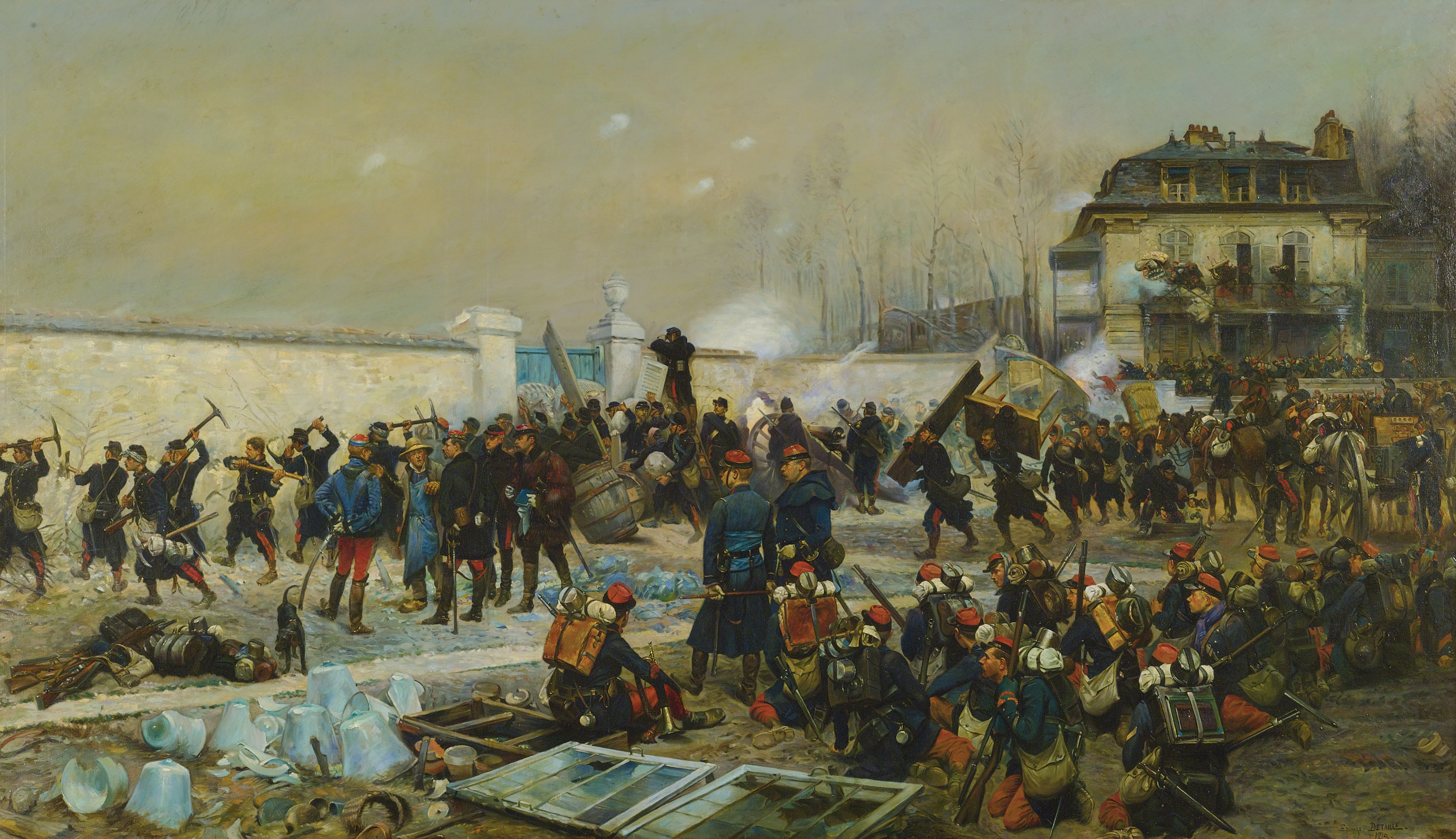
Édouard Detaille, Champigny, décembre 1870 (1879), localisation inconnue.
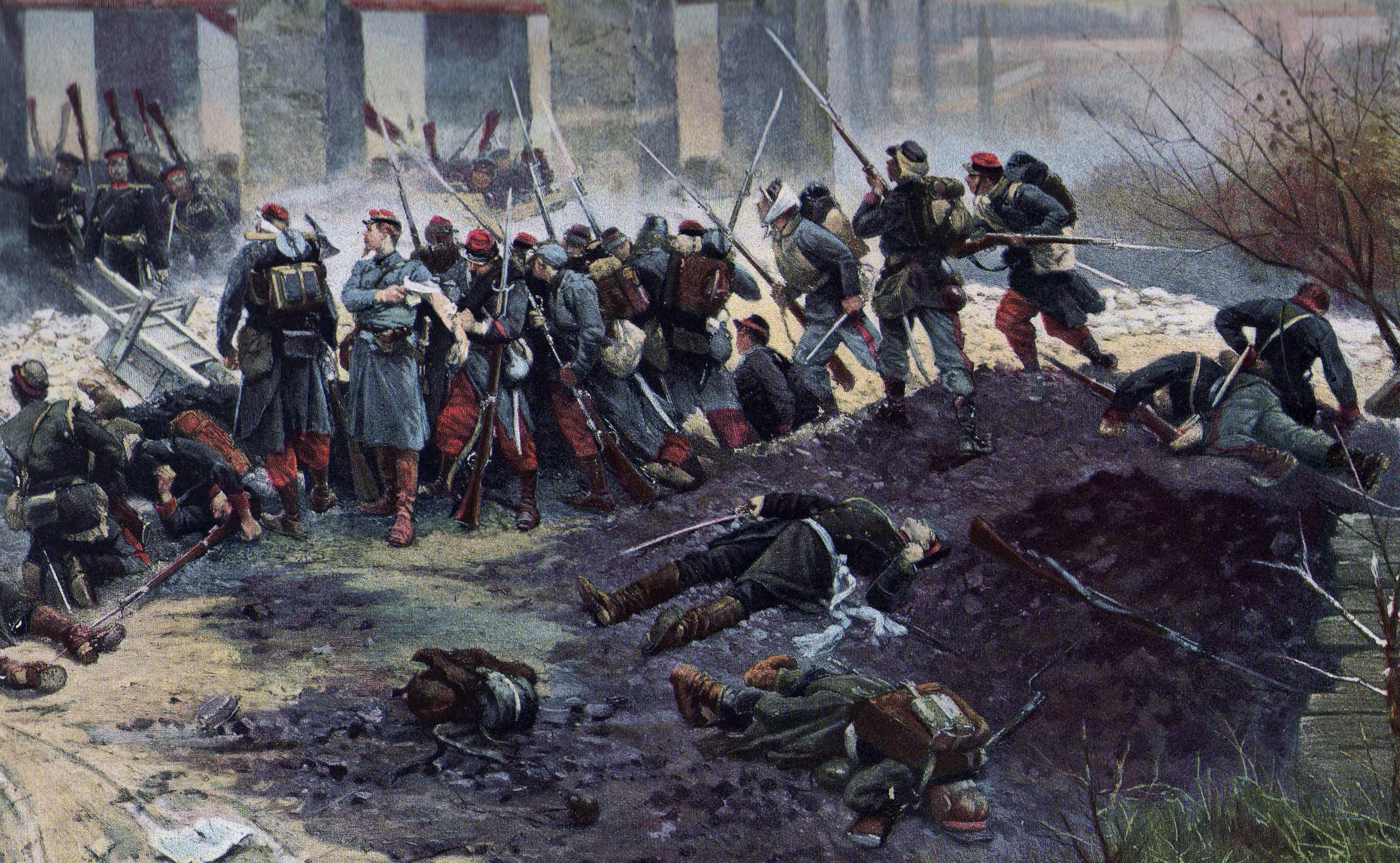
Alphonse de Neuville, La Bataille de Champigny, détail : prise du four à chaux. Localisation inconnue.

#### Retour à la paix
Albert Candelot est envoyé de mars 1871 à octobre 1875 à la fonderie de Ruelle à Ruelle-sur-Touvre et réalise à cette époque d'importantes missions dans les usines anglaises où il complète ses connaissances d'ingénieur. Ses connaissances techniques lui permettant alors  de se spécialiser dans la fabrication du matériel d'artillerie navale ou dès 1868, il est attaché à cette usine entre ses missions à l'étranger où il revient avec des idées nouvelles sur les méthodes de travail, l'emploi des outils et la modernisation de la fabrication.
En novembre 1875, il est de nouveau affecté en Nouvelle-Calédonie pour prendre le poste de directeur d'artillerie à Nouméa. Nommé chef d'escadron le 11 juin 1878, il est maintenu en poste afin de participer à la répression de la grande insurrection kanak jusqu'en décembre 1879, date à laquelle il rentre en métropole. 
Après un bref passage à Brest, il rejoint la fonderie de Ruelle comme sous-directeur de 1881 à 1885. Entretemps, il est promu lieutenant-colonel le 23 août 1883. 
Il est affecté à Saïgon en Cochinchine de 1885 à 1887 comme directeur de l'Artillerie et du Génie.
En 1887, il est de nouveau affecté à la fonderie de Ruelle, dont il prend la direction le 2 juin 1888 en même temps qu'il est promu colonel. 
Il commande ensuite le régiment d'artillerie de la marine à Lorient du 8 novembre 1892 au 28 janvier 1897. Le 1er octobre 1893, le régiment est scindé en deux unités. Il conserve le commandement du 1er régiment d'artillerie de marine à Lorient et Toulon tandis que le colonel Jean Alphonse Delaissey est placé à la tête du 2e régiment d'artillerie de la marine à Cherbourg et Brest. 
En 1897, il est de nouveau directeur de l'usine de Ruelle et prend sa retraite pour raisons de santé en 1899.

### Carrière politique
Sa carrière militaire achevée, Candelot s'installe à Bourg-la-Reine à la villa des Troënes chemin latéral (actuel no 14 rue du Colonel-Candelot).
Le 6 mai 1900, il est élu conseiller municipal et nommé maire quelques jours plus tard. Il sera réélu en 1904, 1908, 1912 et 1919.
Sous sa mandature qui dura vingt ans, il va créer en 1902 la première exposition internationale d'horticulture et des beaux-arts, avec une seconde édition en 1905, qui sera un véritable succès. C'est toujours en prévision de l'expansion de la ville que fut réalisée la rue Arnoux, pavée en 1905, viabilisée en 1912, puis baptisée le 17 mai 1913. C'est également en 1908 qu'il fit nommer le chemin de l'Yvette, rue André-Theuriet.
De 1909 à 1911 sont entrepris les travaux d'agrandissement et d'embellissement de la mairie, en la faisant surmonter d'un étage, en la dotant d'une façade plus élégante et de l'installation de l'eau, du gaz et de l'électricité, le tout sous la direction de l'architecte communal Jules Frémeaux. La salle du Conseil est prolongée par une salle destinée aux mariages dont Alphonse Osbert (1857-1939) réalise deux toiles Vers l'avenir, et Vers le passé. Edmond Tapissier (1861-1943) décore la salle du Conseil de trois panneaux : La cueillette des roses, Les Beaux fruits et La Céramique, en hommage à l'activité phare de la ville.
Il crée la rue des Blagis, projet qui donna tant de tracas à son prédécesseur André Theuriet, et en 1911, le passage sous les voies de la ligne de Sceaux permettant de relier le quartier des Blagis au boulevard du Maréchal-Joffre dit Pont des Blagis, qui sera inauguré le 1er juin 1913. Il commande également au sculpteur Charles Théodore Perron, qui demeure également à Bourg-la-Reine, la statue pour le Monument à André Theuriet, fondue par René Fulda à Paris. Ce monument est inauguré le 9 novembre 1913 en présence du président de la République Raymond Poincaré, du sous-secrétaire d'État aux Beaux-Arts Léon Bérard. Il est également à l'origine du monument aux morts..
Albert Candelot meurt à Bourg-la-Reine le 7 janvier 1920, trois semaines après sa réélection à la tête de la ville. Il y est inhumé au cimetière communal (division 3, rangée 18, sépulture no 2).
Il légua à la ville son sabre-baïonnette et son pistolet, conservés dans les collections municipales.

## Publications
- article dans Lecture pour tous, 1910[réf. incomplète].

## Campagnes militaires
- Du 19 juillet 1870 au 25 janvier 1871 : guerre franco-allemande.
- Bataille de Champigny.
- Contre insurrection Kanak en 1879.

## Grades
- Sous-lieutenant en 1861.
- Lieutenant en 1863.
- Capitaine en 1870.
- Colonel en 1888.
- Colonel de réserve en 1904.

## Distinctions
- Chevalier de la Légion d'honneur en 1870.
- Officier de la Légion d'honneur en 1887.
- Commandeur de la Légion d'honneur en 1897.

## Hommages
- La municipalité de Bourg-la-Reine a donné le nom de rue du Colonel-Candelot à une voie de la ville, autrefois nommée chemin Latéral, longeant le second tracé de la voie de chemin de fer de Bourg-la-Reine à Sceaux. Autrefois, elle s'étendait de la rue de l'Yser à Sceaux à la rue Arnoux, avant d'être prolongée jusqu'à la rue des Blagis[5].